# Nudie Jeans
Nudie Jeans är ett svenskt jeansföretag med säte i Göteborg. Företaget grundades 2001 av Maria Erixon som vid den tidpunkten var chefsdesigner för Lee Europa. Nudie Jeans har specialiserat sig på otvättad denim och blivit kända för principen att man inte ska tvätta sina jeans förrän man använt dem i sex månader.
År 2008 omsatte Nudie Jeans 300 miljoner kronor och gjorde en vinst på 30 miljoner. På ELLE-galan 2009 tilldelades man H&M:s stipendium för ekologisk- och etisk hållbarhet. Från år 2006 har Nudie Jeans påbörjat en kollektion med 100 % ekologisk bomull. Med alla Nudie Jeans kommer löftet om gratis reparationer livet ut. 